# Sveta spoved
Spôved ali zakramênt pokóre in sprave je krščanski zakrament, pri katerem Bog grešniku odpusti njegove grehe. 
Zakrament sprave je eden od sedmih zakramentov, ki ga je Jezus Kristus dal za duhovno ozdravljenje in posvečenje. Postavil ga je na veliko noč, ko je rekel apostolom: »Prejmite Svetega Duha! Komur grehe odpustite, so jim odpuščeni, komur jih zadržite, so jim zadržani« (To je zapisano v Svetem pismu: Jan 20,23)
Za dobro opravljeno spoved je v Rimskokatoliški Cerkvi potrebno:
Že pred začetkom same spovedi dobro si izprašati vest, se pokesati grehov, narediti trden sklep in se odločiti, da ne bomo več grešili, da se bomo varovali grešne priložnosti in popravili škodo, ki smo jo povzročili s svojimi grehi. Nato vernik pristopi k zakramentu spovedi, kjer svoje grehe iskreno prizna spovedniku, tj. duhovniku.
Spoved po navadi poteka v posebnem prostoru - spovednici. Duhovnika, ki podeli zakrament spovedi, imenujemo spovednik.
Na spoved se pripravi z molitvijo, izpraševanjem vesti, ob branju in premišljevanju Božje besede.
Kesanje je znamenje spreobrnjenja. Izraža pripravljenost, da si bomo odslej bolj prizadevali za zvestobo Bogu in njegovim zapovedim.
Sama spoved pa poteka približno tako (čeprav točno poznavanje »obrazca« ni pogoj ali ovira za pristop k spovedi):
D: Hvaljen Jezus. V: Na vekomaj. Amen. 
D: V imenu Očeta in Sina in Svetega Duha. V: Amen. 
D: Bog, ki razsvetljuje človeška srca, naj ti pomaga, da boš prav spoznal svoje grehe in dosegel božje usmiljenje. V: Amen.
V: Zadnjič sem bil pri spovedi…. Moji grehi so……(Iskreno prizna grehe in posluša duhovnikovo spodbudo.  Pogovori se lahko tudi o verskih in moralnih vprašanjih svojega življenja).
Obudim kesanje – lahko tudi s svojimi besedami: 
Moj Bog, žal mi je, da sem grešil in žalil tebe, ki si moj najboljši Oče. Trdno sklenem, da se bom poboljšal. Pomagaj mi s svojo milostjo. Amen.
Duhovnik - spovednik nato moli besedilo t. i. odveze: 
Bog Oče usmiljenja, ki je s smrtjo in vstajenjem svojega Sina svet spravil s seboj in poslal Svetega Duha v odpuščanje grehov, naj ti po službi Cerkve podeli oproščenje in mir. In jaz te odvežem tvojih grehov v imenu Očeta in Sina in Svetega Duha. V: Amen.
D: Zahvaljujemo se Gospodu, ker je dober. V: Ker vekomaj traja njegova dobrota. 
D: Bog ti je odpustil grehe, pojdi v miru. V: Bogu hvala. 
Pred odvezo spovednik naloži spovedancu še pokoro - zadoščevanje za grehe. Pokora ni mišljena kot kazen za grehe, pač pa izraža pripravljenost skesanega grešnika, da se bo res poboljšal.
Pokora lahko obstoji v molitvi, darovanju, v delih usmiljenja, služenju bližnjemu, v prostovoljnih odpovedih, žrtvah in predvsem v potrpežljivem sprejemanju »križa«, to je osebnih težav in stisk posameznika. Takšne pokore pomagajo, da se kristjani upodobijo po Kristusu, ki je enkrat za vselej zadostil za grehe vsega človeštva. Te pokore omogočajo, da postanejo sodediči Kristusa, vstalega od mrtvih, »če le trpijo z njim« (Rim 8, 17). KKC 1459 - 1460
Grešnik pri spovedi preko pokore doseže ponovno spravo z Bogom in s Cerkvijo, zato se spoved imenuje tudi zakrament sprave.
Glede podatkov, ki jih spovednik sliši od skesanega grešnika, velja popolna spovedna molčečnost. Spovednik zaupnih podatkov ne sme povedati nikomur niti za ceno lastnega življenja. Iz zgodovine je znanih nekaj primerov svetnikov, ki so umrli kot mučenci zaradi spovedne molčečnosti (npr. sveti Janez Nepomuk ali Pedro Marieluz Garcés).
K spovedi naj bi šli po Cerkveni zapovedi vsaj enkrat na leto, sicer pa »po potrebi« oz. vsaj nekajkrat na leto. Priporoča se spoved pred velikimi življenjskimi odločitvami, pred odhodom v bolnišnico, pred operacijo, ob praznovanjih in življenjskih jubilejih… Priporoča se tudi redna spoved ob prvih petkih v mesecu. Spoved je možno opraviti tudi v bolnišnici. Mnogi priznavajo, da so po dobri spovedi začeli drugače gledati na bolezen. Duševno zdravje pa ima svoj vpliv tudi na telesno zdravje.
Tudi pravoslavne Cerkve poznajo zakrament spovedi, vendar je pogosto manj formalizirana in ima večji poudarek na želji po poboljšanju in duhovnem napredku.
Večina protestantskih Cerkva spovedi ne šteje za zakrament. Zgoraj omenjeno Jezusovo naročilo razumejo protestanti kot napotek, da naj si ljudje odpuščajo med seboj, ne pa kot navodilo za izvajanje formalne spovedi. Vsekakor pa obstajajo tudi protestantske skupnosti, ki poznajo formalizirano spoved - v nekaterih primerih zahtevajo celo javno spoved pred celotno cerkveno občino.